# 2175 Andrea Doria
2175 Andrea Doria (1977 TY) là một tiểu hành tinh vành đai chính được phát hiện ngày 12 tháng 10 năm 1977 bởi Wild, P. ở Zimmerwald.